# オンコロジスト
オンコロジスト（oncologist）とは、腫瘍・がんにかかわる診断・治療・臨床研究（腫瘍学）などを行う医療従事者のことを指す。
単にオンコロジストというと狭義にはがん化学療法（抗癌剤治療）を行う腫瘍内科医（medical oncologist）のことを指すこともあるが、腫瘍外科医（surgical oncologist）、放射線治療医（radiation oncologist）、精神腫瘍医（サイコオンコロジスト、psycho-oncologist）、緩和医療医（palliative oncologists）、小児腫瘍科医（pediatric oncologist）、など、腫瘍・がんに関わる様々な領域をカバーすることもあり、また医師のみならず看護師・薬剤師・理学療法士・作業療法士・メディカルソーシャルワーカーなどを含む場合もある。